# Cophinopoda pulchripes
Cophinopoda pulchripes là một loài ruồi trong họ Asilidae. Cophinopoda pulchripes được Bigot miêu tả năm 1859.